# Liste der portugiesischen Abgeordneten zum EU-Parlament (2024–2029)
Die Liste der portugiesischen Abgeordneten zum EU-Parlament (2024–2029) listet alle portugiesischen Mitglieder des 10. Europäischen Parlaments nach der Europawahl in Portugal 2024.

## Aktuelle Mandatsstärke der Parteien
- GUE/NGL: 2
- S&D: 8
- RE: 2
- EVP: 7
- ID: 2

| Nationale Partei                                       | Mandate | Fraktion                                                                               |
| ------------------------------------------------------ | ------- | -------------------------------------------------------------------------------------- |
| Partido Socialista (PS)                                | 08      | Fraktion der Progressiven Allianz der Sozialdemokraten im Europäischen Parlament (S&D) |
| Partido Social Democrata (PSD)                         | 05      | Fraktion der Europäischen Volkspartei (EVP)                                            |
| Centro Democrático e Social – Partido Popular (CDS-PP) | 01      | Fraktion der Europäischen Volkspartei (EVP)                                            |
| Unabhängige                                            | 01      | Fraktion der Europäischen Volkspartei (EVP)                                            |
| Chega (CH)                                             | 02      | Patrioten für Europa (PfE)                                                             |
| Iniciativa Liberal (IL)                                | 02      | Renew Europe (RE)                                                                      |
| Bloco de Esquerda (BE)                                 | 01      | Die Linke im Europäischen Parlament – GUE/NGL                                          |
| Partido Comunista Português (PCP)                      | 01      | Die Linke im Europäischen Parlament – GUE/NGL                                          |
| SUMME                                                  | 21      |                                                                                        |

Anmerkungen
1. ↑  Gewählt auf der Liste der Aliança Democrática

## Abgeordnete
| Bild | Name                       | geb.    | MEP seit      | Partei | Partei    | Fraktion | Kommentar                                     |
| ---- | -------------------------- | ------- | ------------- | ------ | --------- | -------- | --------------------------------------------- |
|      | Francisco Assis            | 1965    | 16. Juli 2024 |        | PS        | S&D      | bereits 2004–2009 und 2014–2019 MdEP          |
|      | Sebastião Bugalho          | 1995    | 16. Juli 2024 |        | Parteilos | EVP      | Gewählt auf der Liste der Aliança Democrática |
|      | João Cotrim de Figueiredo  | 1961    | 16. Juli 2024 |        | IL        | RE       |                                               |
|      | Paulo Cunha                | 1971    | 16. Juli 2024 |        | PSD       | EVP      |                                               |
|      | André Franqueira Rodrigues | 1977    | 16. Juli 2024 |        | PS        | S&D      |                                               |
|      | Isilda Gomes               | 1951    | 16. Juli 2024 |        | PS        | S&D      |                                               |
|      | Sérgio Gonçalves           | 1979    | 16. Juli 2024 |        | PS        | S&D      |                                               |
|      | Sérgio Humberto            | 1975    | 16. Juli 2024 |        | PSD       | EVP      |                                               |
|      | Catarina Martins           | 1973    | 16. Juli 2024 |        | BE        | GUE/NGL  |                                               |
|      | Ana Catarina Mendes        | 1973    | 16. Juli 2024 |        | PS        | S&D      |                                               |
|      | Tiago Moreira de Sá        | 1971    | 16. Juli 2024 |        | Chega     | PfE      |                                               |
|      | Paulo Nascimento Cabral    | 1972/73 | 16. Juli 2024 |        | PSD       | EVP      |                                               |
|      | João Oliveira              | 1979    | 16. Juli 2024 |        | PCP       | GUE/NGL  |                                               |
|      | Ana Miguel Pedro Soares    | 1988/89 | 16. Juli 2024 |        | CDS-PP    | EVP      |                                               |
|      | Lídia Pereira              | 1991    | 2. Juli 2019  |        | PSD       | EVP      |                                               |
|      | Bruno Rocha Gonçalves      | 1997    | 16. Juli 2024 |        | PS        | S&D      |                                               |
|      | Hélder Sousa Silva         | 1965    | 16. Juli 2024 |        | PSD       | EVP      |                                               |
|      | António Tânger Corrêa      | 1952    | 16. Juli 2024 |        | Chega     | PfE      |                                               |
|      | Carla Tavares              | 1977    | 16. Juli 2024 |        | PS        | S&D      |                                               |
|      | Marta Temido               | 1974    | 16. Juli 2024 |        | PS        | S&D      |                                               |
|      | Ana Vasconcelos Martins    | 1985    | 16. Juli 2024 |        | IL        | RE       |                                               |